# Prosopocoilus faber bugandaensis
Prosopocoilus faber bugandaensis es una subespecie de coleóptero de la familia Lucanidae.

## Distribución geográfica
Habita en Etiopía.